# 井上清次
井上 清次（いのうえ せいじ、1915年9月16日 - 1992年5月9日）は日本のプロゴルファー。
2024年1月25日、日本プロゴルフ協会は第10回日本プロゴルフ顕彰者のレジェンド部門に選んだと発表した。顕彰式は3月8日のジャパンゴルフフェア会場で行われた。

## 人物
神奈川県出身。子供の頃生家近くの程ヶ谷カントリー倶楽部でキャディーをしてゴルフの道に入る。1935年にプロゴルファーとなり、1942年関東プロゴルフ選手権大会（以下関東プロ）で初優勝。戦後は1951年相模カンツリー倶楽部（以下相模CC）で開催された関東プロ決勝で優勝。翌年には、またもや相模CCで開催された日本プロゴルフ選手権大会（以下日本プロ）で大きなタイトルを獲得した。
その後、岐阜カンツリー倶楽部に移籍し、造成時から関わってきた岐阜関カントリー倶楽部（以下岐阜関CC）で終生を過ごすことになった。岐阜関CCでは2勝を挙げている長男の井上幸一や永久シード選手の森口祐子といった数多くのプロゴルファーを育てた。

## 主な戦績
- 日本プロゴルフ選手権大会（1952年 優勝）
- 関東プロゴルフ選手権大会（1942年、1951年 優勝）
- 関西プロシニアゴルフ選手権大会（1969年 優勝）
- 関西ゴールドプロシニアゴルフ選手権大会（1990年 優勝）